# Hurts
Hurts is een Brits synthpopduo uit Manchester, gevormd door zanger Theo Hutchcraft (Richmond, 30 augustus 1986) en Adam Anderson (Manchester, 14 mei 1984), die synthesizer en gitaar speelt.
In het voorjaar van 2010 werd hun debuutsingle Better than love uitgebracht, dat de vierde plaats bereikte in de Britse hitlijst. Hun tweede single, Wonderful life, verscheen in de zomer van 2010 als voorloper op het debuutalbum Happiness dat op 27 augustus 2010 werd uitgebracht. Op dit album staat ook het nummer Devotion, een duet met Kylie Minogue. Het album behaalde zowel in de Nederlandse Album Top 100 als de Vlaamse Ultratop 100 albumlijst een top 20-notering.
In maart 2013 verscheen het tweede album van Hurts, getiteld Exile. Dit album was net als de voorganger Happiness redelijk succesvol. Het derde album Surrender en het vierde album Desire verschenen respectievelijk in 2015 en 2017. Deze albums verkochten echter minder goed.

## Discografie

### Albums
| Album met eventuele hitnotering(en) in de Nederlandse Album Top 100 | Datum van verschijnen | Datum van binnenkomst | Hoogste positie | Aantal weken | Opmerkingen |
| ------------------------------------------------------------------- | --------------------- | --------------------- | --------------- | ------------ | ----------- |
| Happiness                                                           | 27-08-2010            | 11-09-2010            | 18              | 24           |             |
| Exile                                                               | 08-03-2013            | 16-03-2013            | 20              | 3            |             |
| Surrender                                                           | 09-10-2015            | 17-10-2015            | 30              | 1            |             |

| Album met hitnotering(en) in de Vlaamse Ultratop 200 albums | Datum van verschijnen | Datum van binnenkomst | Hoogste positie | Aantal weken | Opmerkingen |
| ----------------------------------------------------------- | --------------------- | --------------------- | --------------- | ------------ | ----------- |
| Happiness                                                   | 27-08-2010            | 11-09-2010            | 11              | 17           |             |
| Exile                                                       | 08-03-2013            | 16-03-2013            | 24              | 16           |             |
| Surrender                                                   | 09-10-2015            | 17-10-2015            | 17              | 6            |             |
| Desire                                                      | 29-09-2017            | 07-10-2017            | 103             | 2            |             |

### Singles
| Single met eventuele hitnotering(en) in de Nederlandse Top 40 | Datum van verschijnen | Datum van binnenkomst | Hoogste positie | Aantal weken | Opmerkingen                                              |
| ------------------------------------------------------------- | --------------------- | --------------------- | --------------- | ------------ | -------------------------------------------------------- |
| Better than love                                              | 10-05-2010            | 19-06-2010            | tip5            | -            | Nr. 88 in de Single Top 100                              |
| Wonderful life                                                | 26-07-2010            | -                     |                 |              | Nr. 83 in de Single Top 100                              |
| Stay                                                          | 01-11-2010            | 15-01-2011            | tip12           | -            |                                                          |
| Under control                                                 | 07-10-2013            | 02-11-2013            | tip2            | -            | met Calvin Harris & Alesso / Nr. 59 in de Single Top 100 |

| Single met hitnotering(en) in de Vlaamse Ultratop 50 | Datum van verschijnen | Datum van binnenkomst | Hoogste positie | Aantal weken | Opmerkingen                |
| ---------------------------------------------------- | --------------------- | --------------------- | --------------- | ------------ | -------------------------- |
| Better than love                                     | 10-05-2010            | 19-06-2010            | tip12           | -            |                            |
| Wonderful life                                       | 26-07-2010            | 11-09-2010            | 27              | 6            |                            |
| Stay                                                 | 01-11-2010            | 20-11-2010            | tip14           | -            |                            |
| Sunday                                               | 07-02-2011            | 12-03-2011            | tip20           | -            |                            |
| Miracle                                              | 07-01-2013            | 19-01-2013            | tip6            | -            |                            |
| Somebody to die for                                  | 19-07-2013            | 31-08-2013            | tip85           | -            |                            |
| Under control                                        | 07-10-2013            | 21-12-2013            | 42              | 5            | met Calvin Harris & Alesso |